# Министерство иностранных дел Республики Молдова
Министерство иностранных дел Республики Молдова (рум. Ministerul Afacerilor Externe al Republicii Moldova) — одно из 14 министерств Правительства Республики Молдова. Отвечает за внешнюю политику государства.

## История
Ведомство учреждено 1 февраля 1944 года, как народный комиссариат иностранных дел Молдавской ССР, с 27 марта 1946 — министерство иностранных дел Молдавской ССР. Согласно Конституции Молдовы (1994), структура Правительства определена в соответствии с основным законом. Должность министра иностранных дел — одна из наиболее высоких должностей в Правительстве Молдовы.

## Руководство
- Министр — Михаил Попшой
- Генеральный секретарь — Михай Мыцу
- Заместитель генерального секретаря — Родика Круду
- Госсекретари — Каролина Перебинос, Владимир Кук и Сергей Михов[2]

## Подразделения
- Служба по общественной дипломатии , коммуникационной стратегии и взаимодействии со СМИ
- Государственный дипломатический протокол
- Отдел по европейской интеграции (секция политического сотрудничества с европейским союзом, отдел по вопросам экономической интеграции и деятельности, отдел регионального сотрудничества)
- Управление двухстороннего сотрудничества (отдел по Западной Европе,Центрально и Юго-Восточной Азии; Отделение по Америке; отдел по Азии, Африке, Ближнему Востоку и Тихоокеанскому Региону; отдел по Восточной Европе и Центральной Азии; служба экономической дипломатии)
- Управление многостороннего сотрудничества (отделение ООН и специализированных учреждений, отделение по НАТО и военно-политическому сотрудничеству, отделение Совета по правам человека, отделение ОБСЕ и международной безопасности)
- Управление международного права
- Управление по консульским вопросам
- Отдел анализа, мониторинга и оценки политики
- Служба внешнего аудирования
- Служба специальных проблем
- Управление институционального М

менеджмента
- Дипломатический институт

## Список министров иностранных дел Молдавии
| № | Комиссар     | Срок Полномочий |
| - | ------------ | --------------- |
| 1 | Герасим Рудь | 1944—1946       |

| № | Министр            | Срок Полномочий |
| - | ------------------ | --------------- |
| 2 | Герасим Рудь       | 1946—1958       |
| 3 | Александр Диордица | 1958—1970       |
| 4 | Пётр Паскарь       | 1970—1976       |
| 5 | Семён Гроссу       | 1976—1980       |
| 6 | Иван Устиян        | 1980—1981       |
| 7 | Пётр Комендант     | 1981—1990       |

| №  | Министр           | Дата назначения  | Дата освобождения | Примечания                                                                                      |
| -- | ----------------- | ---------------- | ----------------- | ----------------------------------------------------------------------------------------------- |
| 1  | Николай Цыу       | 1991             | 26 октября 1993   |                                                                                                 |
| —  | Ион Ботнару       | 26 октября 1993  | 5 апреля 1994     | и. о.                                                                                           |
| 2  | Михаил Попов      | 5 апреля 1994    | 24 июля 1997      |                                                                                                 |
| 3  | Николай Тэбэкару  | 28 июля 1997     | 22 ноября 2000    |                                                                                                 |
| 4  | Николай Черномаз  | 22 ноября 2000   | 27 июля 2001      |                                                                                                 |
| —  | Юрий Лянкэ        | 27 июля          | 3 сентября 2001   | и. о.                                                                                           |
| 5  | Николай Дудэу     | 3 сентября 2001  | 4 февраля 2004    |                                                                                                 |
| 6  | Андрей Стратан    | 4 февраля 2004   | 25 сентября 2009  | вице-премьер-министр                                                                            |
| 7  | Юрий Лянкэ        | 25 сентября 2009 | 30 мая 2013       | первый вице-премьер-министр                                                                     |
| 8  | Наталья Герман    | 30 мая 2013      | 20 января 2016    | первый вице-премьер-министр, и. о. премьер-министра 21 июня — 30 июля 2015                      |
| 9  | Андрей Галбур     | 20 января 2016   | 21 декабря 2017   | первый вице-премьер-министр                                                                     |
| 10 | Тудор Ульяновский | 10 января 2018   | 8 июня 2019       |                                                                                                 |
| 11 | Николай Попеску   | 8 июня           | 12 ноября 2019    | и. о. 12—14 ноября 2019                                                                         |
| 12 | Аурелий Чокой     | 14 ноября 2019   | 16 марта 2020     |                                                                                                 |
| 13 | Олег Цуля         | 16 марта         | 9 ноября 2020     |                                                                                                 |
| 14 | Аурелий Чокой     | 9 ноября         | 23 декабря 2020   | и. о. 23 декабря 2020 — 6 августа 2021, и. о. премьер-министра 31 декабря 2020 — 6 августа 2021 |
| 15 | Николай Попеску   | 6 августа 2021   | 29 января 2024    | вице-премьер-министр и. о. 10—16 февраля 2023                                                   |
| 16 | Михаил Попшой     | 29 января 2024   |                   | вице-премьер-министр                                                                            |